# Ibogaina
Ibogaina – organiczny związek chemiczny, indolowy psychoaktywny alkaloid wyekstrahowany z kory afrykańskiej rośliny Tabernanthe iboga. Ibogaina należy do rodziny tryptamin.
Ibogainę stosuje się eksperymentalnie do leczenia uzależnień oraz przy usuwaniu symptomów reakcji abstynencyjnej organizmu po odstawieniu narkotyków uzależniających fizycznie. Stwierdzono, że ibogaina jest skuteczna przy leczeniu uzależnień od kokainy, heroiny, etanolu i nikotyny. Ibogaina jest też czasem stosowana jako lek pomocniczy przy psychoterapii. Jak dotąd nie stwierdzono, aby ibogaina wykazywała właściwości uzależniające.
Badania kliniczne prowadzone w Stanach Zjednoczonych i Wielkiej Brytanii dowiodły, że pojedyncze podanie dużej dawki (rzędu 1 g) ibogainy powoduje zanik symptomów głodu narkotykowego na czas od kilku dni do nawet kilku tygodni, co znacznie ułatwia przeprowadzenie wstępnej detoksykacji pacjentów.
Stosowanie ibogainy w formie jednorazowej dawki w początkowym leczeniu uzależnień było testowane w kilkunastu państwowych klinikach w Stanach Zjednoczonych na początku lat 90. XX wieku, jednak rządowy program badań został zakończony w 2001 roku na skutek wstrzymania jego finansowania przez rząd amerykański.
Obecnie w większości krajów europejskich ibogaina ma wciąż status substancji dopuszczonej do eksperymentalnych testów klinicznych, nie jest jednak nigdzie zalegalizowana jako ogólnodostępny lek. Wolno więc ją stosować wyłącznie w ramach zatwierdzonych przez odpowiednie komisje etyczne testów klinicznych. Status ten wykorzystuje wiele prywatnych klinik, które stosują je w swoich programach leczenia uzależnień. Wysoka cena ibogainy (około 500 USD za 1 g) ogranicza dostępność tej formy leczenia. Jej posiadanie i stosowanie na własną odpowiedzialność nie jest zabronione w większości krajów europejskich (poza Polską, Szwajcarią, Szwecją i Belgią), lecz handel tym związkiem narusza już prawo obrotu lekami. W Stanach Zjednoczonych ibogainę wolno podawać jedynie w ramach zarejestrowanego przez Agencję Żywności i Leków leczenia klinicznego, zaś jej posiadanie przez prywatne osoby jest przestępstwem.

## Działanie psychoaktywne
Dawki wynoszące od 3 do 5 mg na kilogram masy ciała wywołują słabą stymulację. Stan po przyjęciu wyższej dawki (10 mg na kilogram masy ciała lub więcej) zwykle dzieli się na dwie wyraźne fazy: wizyjną i introspektywną.
Faza wizyjna zazwyczaj obejmuje efekty wizualne przy zamkniętych i otwartych oczach oraz oniryczne wizje. Przedmioty w polu widzenia mogą się wykrzywiać, układać we wzory, zmieniać kolory i teksturę. Po zamknięciu oczu mogą się ukazywać barwne, wyraźne i szczegółowe geometryczne wizje. Znane są subiektywne opisy ibogainowych wizji jako podobnych do marzeń sennych, sekwencji symbolicznych obrazów czy filmowych retrospekcji z różnych scen z życia. W tej fazie często występują także: euforia, napady niekontrolowanego śmiechu i lęku, czasem występują też kłopoty z pamięcią krótkotrwałą. Trwa to zwykle jedną do czterech godzin, potem zaczyna się etap introspektywny.
W fazie introspektywnej często występują: podniesienie nastroju, uspokojenie, zrelaksowanie oraz wyraźna intelektualna i emocjonalna klarowność. Możliwe jest osiągnięcie głębokiej introspekcji i głębszego zrozumienia zjawisk psychologicznych kierujących ludzką psychiką. W tej fazie zwykle występuje zanik potrzeby zażywania substancji psychoaktywnych, od których pacjent jest uzależniony. Może ona trwać od kilku godzin do kilku dni.